# 1979
- Wikisource

| Calendário gregoriano                                                        | 1979 MCMLXXIX                       |
| Ab urbe condita                                                              | 2732                                |
| Calendário arménio                                                           | 1428 – 1429                         |
| Calendário bahá'í                                                            | 135 – 136                           |
| Calendário budista                                                           | 2523                                |
| Calendário chinês                                                            | 4675 – 4676 Início a 28 de janeiro  |
| Calendário copta                                                             | 1695 – 1696                         |
| Calendário etíope                                                            | 1971 – 1972                         |
| Calendários hindus - Vikram Samvat - Calendário nacional indiano - Cáli Iuga | 2034 – 2035 1900 – 1901 5079 – 5080 |
| Calendário Holoceno                                                          | 11979                               |
| Calendário islâmico                                                          | 1399 – 1400                         |
| Calendário judaico                                                           | 5739 – 5740 Início a 22 de setembro |
| Calendário persa                                                             | 1357 – 1358 Início a 21 de março    |
| Calendário rúnico                                                            | 2229                                |
| Calendário solar tailandês                                                   | 2522                                |

1979 (MCMLXXIX, na numeração romana) foi um ano comum do século XX que começou numa segunda-feira, segundo o calendário gregoriano. A sua letra dominical foi G. A terça-feira de Carnaval ocorreu a 27 de fevereiro e o domingo de Páscoa a 15 de abril. Segundo o horóscopo chinês, foi o ano da Cabra, começando a 28 de janeiro.

| Evento                                                   | Data            | Hora  |
| -------------------------------------------------------- | --------------- | ----- |
| Aquário                                                  | 20 de janeiro   | 16:00 |
| Peixes                                                   | 19 de fevereiro | 06:14 |
| primavera no hemisfério norte e outono no hemisfério sul |                 |       |
| Carneiro/equinócio                                       | 21 de março     | 05:22 |
| Touro                                                    | 20 de abril     | 16:36 |
| Gémeos                                                   | 21 de maio      | 15:54 |
| verão no hemisfério norte e inverno no hemisfério Sul    |                 |       |
| Caranguejo/solstício                                     | 21 de junho     | 23:57 |
| Leão                                                     | 23 de julho     | 10:49 |
| Virgem                                                   | 23 de agosto    | 17:47 |
| Outono no Hemisfério Norte e Primavera no Hemisfério Sul |                 |       |
| Balança/equinócio                                        | 23 de setembro  | 15:17 |
| Escorpião                                                | 24 de outubro   | 00:28 |
| Sagitário                                                | 22 de novembro  | 21:55 |
| inverno no hemisfério norte e verão no hemisfério sul    |                 |       |
| Capricórnio/solstício                                    | 22 de dezembro  | 11:10 |

| UTC: Portugal Continental, Madeira, Guiné-Bissau e São Tomé e Príncipe Subtrair (-): 1 h nos Açores e Cabo Verde 2 h nas Ilhas oceânicas brasileiras 3 h em Brasília, em Goiás, na Amazônia Oriental Brasileira e no nordeste, sudeste e sul brasileiros 4 h na Amazônia Ocidental Brasileira, Mato Grosso e Mato Grosso do Sul 5 h no Acre e sudoeste do Amazonas Adicionar (+): 1 h em Angola e Guiné Equatorial 2 h em Moçambique 8 h em Macau 9 h em Timor-Leste. |
| Adicionar uma hora durante a vigência do horário de verão: Portugal Continental : De 1 de abril a 30 de setembro de 1979 |

| Ano completo                         |
| ------------------------------------ |
| Ano comum com início à segunda-feira |

Foi declarado pela ONU como o "Ano Internacional da Criança e Ano Internacional de Solidariedade com o Povo da Namíbia" e corresponde, no ciclo de doze anos que forma o calendário chinês a um ano do signo "Cabra".

## Eventos
- Luis Herrera Campins substitui Carlos Andrés Pérez no cargo de presidente da Venezuela.
- Mikhail Gorbachev é eleito para o Politburo do PCUS.
- Primeira publicação do livro "As Seis Lições", do economista Ludwig von Mises.
- A Primeira Guerra Civil do Chade termina com completa destruição do país e estabelecimento de um governo de coalizão.
- A Mauritânia se retira da Guerra do Saara Ocidental após assinar um tratado com a Frente Polisário.
- As Incursões vietnamitas na Tailândia começam.
- Em meados de março, a Rebelião curda no Irã começa.
- A Primeira Revolta de Sadr começa.
- A Revolta no Cuzistão ocorre eclodindo na sequência da Revolução Iraniana.

### Janeiro
- 1 de janeiro
  - Mato Grosso do Sul passa a ser reconhecido oficialmente como uma unidade federativa do Brasil.
  - Os Estados Unidos e a República Popular da China estabelecem relações diplomáticas plenas.
- 7 de janeiro - A Guerra cambojana-vietnamita termina com vitória vietnamita.
- 22 de janeiro – Guerra Uganda–Tanzânia: Batalha de Mutukula: Os militares tanzanianos capturam a cidade fronteiriça de Uganda de Mutukula depois de uma curta batalha.

### Fevereiro
- 1 de fevereiro - "Independência" de Venda (ou Vhavenda).
- 11 de fevereiro -  A Revolução Iraniana acaba com o fim da Dinastia Pahlavi e da monarquia iraniana.
- 12 de fevereiro - A Primeira Batalha de Jamena começa.
- 15 de fevereiro - A Primeira Batalha de Jamena acaba com um acordo de cessar-fogo
- 17 de fevereiro - A Guerra sino-vietnamita começa.

- 22 de fevereiro - Independência de Santa Lúcia.
- 24 de fevereiro - A Guerra Iemenita de 1979 começa.

### Março
- 15 de março
  - O general João Baptista Figueiredo substitui o general Ernesto Geisel no posto de presidente do Brasil.
  - A Insurreição em Herat de 1979 começa.
- 16 de março - A Guerra sino-vietnamita acaba com vitória tática vietnamita.
- 17 de março - Os confrontos fronteiriços e navais entre a República Popular da China e a República Socialista do Vietnã se iniciam.
- 19 de março - A Guerra Iemenita de 1979 acaba sem alterações territoriais.
- 20 de março - A Insurreição em Herat de 1979 acaba com vitória e intensificação soviética com assistência militar ao governo afegão.
- 26 de março - Tratado de paz israelo-egípcio é assinado em Washington, D.C., Estados Unidos, após os Acordos de Camp David.
- 31 de março - O Festival Eurovisão da Canção ocorre. Representando Israel, Gali Atari e Milk and Honey foram os vencedores desse ano ao cantarem o tema "Hallelujah".

### Maio
- 4 de maio - Margaret Thatcher se torna a primeira mulher a ser primeira-ministra do Reino Unido.
- 10 de maio - Os Estados Federados da Micronésia se tornam auto-governantes
- 23 de maio - O Borussia Mönchengladbach vence o Fudbalski Klub Crvena zvezda por 2 a 1 e é campeão da Copa da UEFA de 1978–79

### Junho
- 3 de junho - A Guerra Uganda-Tanzânia acaba com vitória tanzaniana.
- 4 de junho - A Revolução de 4 de Junho em Gana começa por um curto período de tempo.
- 16 de junho - Por causa da Revolta islâmica na Síria, assassinatos em larga escala levaram ao Massacre de 16 de junho de cadetes da Escola de Artilharia de Alepo. De acordo com o relatório oficial, 32 jovens foram mortos. Outras pessoas dizem que o número de mortos chegava a 83.
- 24 de junho - A Convenção de Bona é assinado em Bona, na Alemanha, o que ocasiona na fundação da CMS.

### Julho
- 1 de julho - A Sony lança o Walkman, o primeiro leitor de cassetes portátil da história.
- 12 de julho - Independência de Kiribati.
- 16 de julho - O Presidente Iraquiano Hasan al-Bakr renuncia e o Vice Presidente Saddam Hussein o substitui.
- 18 de julho - A Copa América de 1979 começa.
- 27 de julho - Club Olimpia vence a Copa Libertadores da América contra o Club Atlético Boca Juniors.
- 30 de julho - Karl Carstens sucede Walter Scheel como Presidente da Alemanha Ocidental.

### Agosto
- 3 de agosto - O Golpe de Estado na Guiné Equatorial liderado por Teodoro Obiang Nguema Mbasogo acontece.
- 5 de agosto - O Levante de Bala Hissar começa, e após uma batalha de 5 horas ele termina.
- 10 de agosto - Michael Jackson lança Off the Wall, seu primeiro álbum solo como adulto.
- 15 de agosto - Nottingham Forest Football Club vence a Taça dos Clubes Campeões Europeus de 1978–79 contra o Malmö Fotbollförening.
- 21 de agosto - O Acordo de Lagos é assinado por representantes das onze facções beligerantes da Guerra Civil Chadiana, após uma conferência em Lagos, na Nigéria.
- 25 de agosto - A Copa do Mundo FIFA Sub-20 de 1979 começa sendo disputada no Japão.
- 29 de agosto - A Taça dos Clubes Campeões Europeus de 1979–80 é iniciada.

### Setembro
- 7 de setembro  - A Argentina vence a Copa do Mundo FIFA Sub-20 pela primeira vez.
- 19 de setembro - A Convenção de Berna é assinada em Berna, na Áustria.
- 20 de setembro - O Tratado de Tarawa é assinado formando uma "amizade" entre Kiribati e os Estados Unidos, o tratado foi assinado em Taraua.
- 21 de setembro - José Eduardo dos Santos, tomou posse como Presidente da República de Angola.
- 22 de setembro - O Incidente Vela acontece perto das Ilhas do Príncipe Eduardo, próximo da Antártida, que muitos acreditam ter sido resultado de uma explosão nuclear

### Outubro
- 15 de outubro - A Guerra Civil de El Salvador começa.
- 27 de outubro - Independência de São Vicente e Granadinas.

### Novembro
- 4 de novembro - A Crise dos reféns americanos no Irã começa.
- 18 de novembro - Club Olimpia vence a Copa Intercontinental contra o Malmö Fotbollförening; O Olimpia na primeira partida ganhou de 1 a 0, já na segunda partida o Olimpia ganhou de 2 a 1
- 20 de novembro - A Tomada da Grande Mesquita começa entre o Exército da Arábia Saudita com o apoio do Groupe d'Intervention de la Gendarmerie Nationale (GIGN) da França contra as Forças Ikhwan.

### Dezembro
- 8 de dezembro - Lançamento do álbum The Wall, da banda Pink Floyd nos Estados Unidos.
- 12 de dezembro - A Seleção Paraguaia de Futebol vence a Copa América de 1979 contra a Seleção Chilena de Futebol. — O Golpe de Estado de 12 de Dezembro na Coreia do Sul acontece.
- 20 de dezembro - O pluripartidarismo no Brasil retorna à legalidade.
- 23 de dezembro - O Sport Club Internacional vence o Campeonato Brasileiro de Futebol.
- 24 de dezembro - A Guerra do Afeganistão começa com a Invasão Soviética do Afeganistão.
- 25 de dezembro - O Atacante inglês Kevin Keegan ganha a Bola de Ouro.
- 27 de dezembro - A Operação Shtorm-333 começa e termina no mesmo dia com vitória soviética e com o Assassinato do Presidente Hafizullah Amin e queda do seu governo.

## Nascimentos
- 17 de fevereiro - Conrad Ricamora, ator americano.
- 21 de fevereiro - Jordan Peele, cineasta, escritor, produtor e ator norte-americano.
- 9 de março - Oscar Isaac, ator e músico guatemalteco-americano.
- 4 de abril - Heath Ledger, ator australiano (m. 2008).
- 9 de abril - Ben Silverstone, ator e barrister inglês.
- 15 de abril - Cooper Barnes, ator americano.
- 19 de abril
  - Leandro Silva, futebolista brasileiro.
  - Naldo Benny, cantor e compositor brasileiro.
- 3 de maio - Elegance Bratton, cineasta e fotógrafo americano.
- 1 de junho - Markus Persson (Conhecido como "Notch"), programador sueco, fundador da Mojang Studios e criador do Minecraft.
- 7 de junho - Michael Benjamin Washington, ator e dramaturgo americano.
- 21 de junho - Chris Pratt, ator norte-americano.
- 06 de julho - Kevin Hart, ator, produtor, escritor e comediante americano.
- 1 de agosto - Jason Momoa, ator, modelo, roteirista, diretor e produtor norte-americano.
- 3 de agosto - Evangeline Lilly, atriz, modelo e escritora canadense.
- 27 de agosto - Aaron Paul, ator.
- 3 de setembro - Júlio César, ex-futebolista brasileiro que atuava como goleiro.
- 11 de setembro - Éric Abidal, ex-futebolista francês.
- 27 de setembro - Danilo Gentili, comediante, apresentador, escritor, cartunista, repórter, publicitário, ator e empresário brasileiro.
- 7 de outubro - Tang Wei, atriz chinesa.
- 05 de novembro - Deise Cipriano, cantora integrante do grupo Fat Family. (m. 2019).
- 2 de dezembro - Yvonne Catterfeld, cantora, compositora, atriz e personalidade de televisão alemã.
- 10 de dezembro - Babu Santana, ator e cantor brasileiro.

## Mortes
- 2 de fevereiro - Sid Vicious, músico britânico
- 7 de fevereiro - Josef Mengele, oficial alemão da Schutzstaffel (SS), médico no campo de concentração de Auschwitz durante a Segunda Guerra Mundial e um criminoso de guerra alemão (n. 1911).
- 30 de março - José María Velasco Ibarra, presidente do Equador de 1934 a 1935, de 1944 a 1947, de 1952 a 1956, de 1960 a 1961 e de 1968 a 1972 (n. 1893).
- 7 de julho - Robert Opel, ativista e fotógrafo americano (n. 1939).
- 15 de julho - Gustavo Díaz Ordaz Bolaños, presidente do México de 1964 a 1970 (n. 1911).
- 27 de agosto - Louis Mountbatten, 1.º Conde Mountbatten da Birmânia (n. 1900).
- 27 de agosto - Nicholas Knatchbull de Mountbatten, Nobre britânico e primo de terceiro grau da Rainha Elizabeth II do Reino Unido. (n. 1964)
- 10 de setembro - Agostinho Neto, nacionalista e escritor angolano, foi Presidente de Angola de 1975 a 1979 (n. 1922).
- 12 de setembro - Jocelyne LaGarde, atriz taitiana (n. 1924).
- 14 de setembro - Nur Mohammad Taraki, presidente da República Democrática do Afeganistão de 1978 a 1979 (n. 1917).
- 29 de setembro - Francisco Macías Nguema, presidente da Guiné Equatorial de 1968 a 1979 (n. 1924).
- 26 de outubro - Park Chung-hee, presidente da Coreia do Sul de 1963 a 1979 (n. 1917).
- 27 de dezembro - Hafizullah Amin, presidente da República Democrática do Afeganistão em 1979 (n. 1929).

## Prémio Nobel
- Física - Sheldon Lee Glashow,[1] Abdus Salam,[1] Steven Weinberg.[1]
- Química - Herbert Charles Brown,[2] Georg Wittig.[2]
- Medicina - Allan Cormack,[3] Godfrey Hounsfield.[3]
- Literatura - Odysséas Elýtis.[4]
- Paz - Madre Teresa de Calcutá.[5]
- Economia - Theodore Schultz[6] e William Arthur Lewis.[6]

## Epacta e idade da Lua
| Epacta gregoriana | 4 (IV)  |
| Idade da Lua      | Letra e |

## Por tema
- 1979 na arte
- 1979 no Brasil
- 1979 na ciência
- 1979 no cinema
- Desastres em 1979
- 1979 no desporto
- Divisões administrativas em 1979
- 1979 no jornalismo
- 1979 na literatura
- 1979 na música
- 1979 na política
- 1979 na rádio
- 1979 no teatro
- 1979 na televisão